# Clima da França

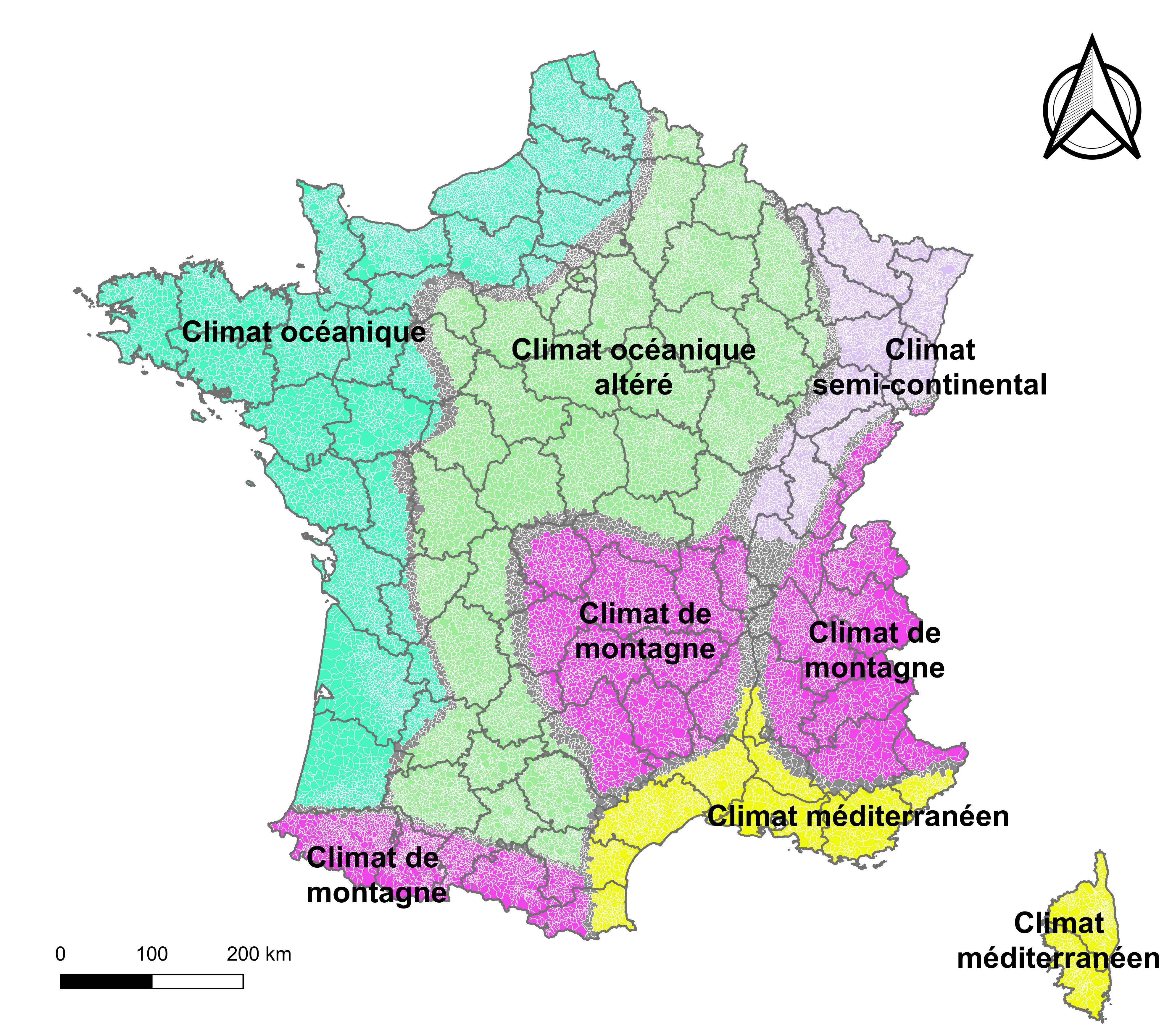
Clima da França dividido em 5 zonas.

A França é conhecida por sua diversidade geográfica e climática, que vai desde as paisagens mediterrâneas ensolaradas até as regiões montanhosas cobertas de neve. Essa ampla gama de climas é influenciada por sua localização geográfica, topografia variada e a proximidade com massas de água, como o Oceano Atlântico e o Mar Mediterrâneo.

## Tipos climáticos
- Clima Oceânico: Predominante nas regiões costeiras do oeste, norte e sudoeste da França, o clima oceânico é caracterizado por verões suaves e invernos amenos, com chuvas frequentes ao longo do ano. As temperaturas são moderadas devido à influência das correntes oceânicas, como a Corrente do Golfo, que mantém as temperaturas relativamente estáveis.[2]

- Clima Continental: Encontrado nas regiões do nordeste e centro-leste, o clima continental da França apresenta verões quentes e invernos frios, com uma amplitude térmica significativa entre as estações. As chuvas são mais escassas do que nas áreas oceânicas, e as temperaturas podem variar consideravelmente ao longo do ano.[3]

- Clima Mediterrâneo: Característico das regiões do sul da França, especialmente ao longo da costa do Mediterrâneo, o clima mediterrâneo é conhecido por seus verões quentes e secos e invernos suaves e chuvosos. As temperaturas são geralmente mais altas do que no resto do país, e a vegetação inclui plantas típicas da região mediterrânea, como oliveiras, vinhas e ciprestes.

- Clima de Montanha: Presente nos Alpes, Pirineus e outras cadeias montanhosas, o clima de montanha da França é caracterizado por invernos rigorosos, com grandes acumulações de neve, e verões frescos e curtos. As temperaturas diminuem com a altitude, e as condições climáticas podem ser extremas em algumas áreas, especialmente nas regiões alpinas mais elevadas.[4]

- Microclimas Locais: Além dos climas regionais, a França também possui uma variedade de microclimas locais, influenciados por fatores como altitude, exposição ao sol, proximidade com corpos d'água e características topográficas. Esses microclimas podem criar condições climáticas únicas em pequenas áreas geográficas, como vales protegidos do vento ou encostas ensolaradas.[5]

A diversidade climática da França é uma das características mais marcantes do país, contribuindo para sua rica variedade de paisagens naturais, atividades agrícolas e culturais. Essa variedade climática também oferece aos visitantes uma ampla gama de experiências, desde esquiar nos Alpes até desfrutar do sol do Mediterrâneo, tornando a França um destino turístico popular durante todo o ano.